# Dianella longifolia
Dianella longifolia är en grästrädsväxtart som beskrevs av Robert Brown. Dianella longifolia ingår i släktet Dianella och familjen grästrädsväxter.

## Underarter
Arten delas in i följande underarter:
- D. l. fragrans
- D. l. grandis
- D. l. longifolia
- D. l. stenophylla
- D. l. stupata
- D. l. surculosa